# Сутри (Ливанский край)
Су́три (латыш. Sutri) — населённый пункт в Ливанском крае Латвии. Административный центр Сутрской волости. Находится у региональной автодороги P63 (Ливаны—Прейли). Расстояние до города Ливаны составляет около 25 км.
Населённый пункт иногда делят на Вецсутри (южная часть) и Яунсутри (северная часть).
До реформы 2009 года входил в состав Прейльского района.
По данным на 2018 год, в населённом пункте проживало 150 человек. Есть волостная администрация, начальная школа, дом культуры, библиотека, почта, магазин.